# Jacek Morajko
Jacek Tadeusz Morajko (Opole, 26 de abril de 1981) é um ciclista de estrada polonês. Debutou como profissional em 2003 pela equipe portuguesa Antarte-Rota dos Móveis. Competiu representando seu país, Polônia, na prova de estrada individual nos Jogos Olímpicos de Verão de 2008 em Pequim.